# Arenaria weissiana
Arenaria weissiana är en nejlikväxtart som beskrevs av Hand.-mazz. Arenaria weissiana ingår i släktet narvar, och familjen nejlikväxter.

## Underarter
Arten delas in i följande underarter:
- A. w. bifida
- A. w. puberula